# Sidney Rigdon
Sidney Rigdon, (condado de Allegheny, Pensilvania, 19 de febrero de 1793 — Friendship, Condado de Allegany, Nueva York, 14 de julio de 1876), fue un religioso estadounidense y una de las figuras más importantes en los inicios del Movimiento de los Santos de los Últimos Días. Rigdon es considerado por muchos historiadores norteamericanos como una influencia tan importante para el movimiento SUD como lo fuera su mismo fundador Joseph Smith. Después del éxodo a Nauvoo, Rigdon se separó de la iglesia para volver después de la muerte de Joseph Smith promoviendo su posición como sucesor de Smith en la presidencia de La Iglesia de Jesucristo de los Santos de los Últimos Días.

## Personal
Sidney Rigdon nació en el municipio de St Clair, condado de Allegheny, en el estado de Pensilvania, a unos 15 kilómetros al sur de Pittsburgh, Estados Unidos. 
Rigdon fue el último de cuatro hijos nacidos a William Rigdon y Nancy Gallagher. Después de fallecer su padre, William Rigdon, un granjero nativo del condado de Harford, en el estado de Maryland, Sídney permaneció en la finca hasta 1818, cuando siguió como aprendiz a un ministro bautista llamado reverendo Andrew Clark. En marzo de 1819, Rigdon recibió su licencia como predicador entre los bautistas regulares, descendientes de los bautistas particulares. En mayo se trasladó al condado de Trumbull, Ohio, donde predicó conjuntamente con Adamson Bentley. Fue en Ohio que contrajo matrimonio con la hermana de Bentley, Phoebe Bentley Brook, el 12 de junio de 1820. Los recién casados tomaron su luna de miel en Pittsburgh donde establecerían cierta fama religiosa entre las congregaciones de la región.

## Bautistas
Rigdon permaneció en Ohio hasta el mes de febrero de 1822, cuando regresó a Pittsburgh después de aceptar la asignación de pastor de la recién fundada Primera Iglesia Bautista en virtud de la recomendación de Alexander Campbell. Poco antes, en el verano de 1821, Rigdon y Bentley viajaron para aprender más sobre los bautistas y conocer a Campbell quien enfrentaba cierta oposición por sugerir que la iglesia cristiana debería dar más prioridad al Nuevo Testamento que al Antiguo. Las largas discusiones sobre el asunto culminaron en que ambos predicadores se unieran al movimiento de Campbell. Al poco tiempo, Rigdon se había convertido en un predicador popular entre los campbellitas de Pittsburgh. Sin embargo, por razón de discrepancias teológicas—en particular la decisión de Sidney Rigdon de no predicar sobre algunas doctrinas bautistas, como la condena de neonatos no bautizados—algunos miembros desafectos fueron capaces de forzar su dimisión en 1824.
Durante los siguientes dos años Rigdon trabajó como curtidor para mantener a su familia, predicando los domingos para el restauracionismo de Campbell en el palacio de justicia de Pittsburgh. En 1826, fue invitado a convertirse en el pastor de la más liberal iglesia bautista de Mentor, Ohio, en la región llamada Western Reserve, en el territorio del Noroeste, reclamado en ese entonces por el estado de Connecticut y que ahora pertenece a los alrededores del área metropolitana de Cleveland (Ohio). Muchos de los líderes prominentes de los inicios de la Iglesia de Jesucristo de los Santos de los Últimos Días, incluyendo Parley P. Pratt, Isaac Morley y Edward Partridge eran miembros de las congregaciones de Rigdon antes de su conversión a la Iglesia de Cristo fundada por Joseph Smith, hijo.

## Movimiento SUD (Santos de los Últimos Días)
En un viaje al estado de Nueva York a lo largo del Canal de Erie, Parley P. Pratt se detuvo en el pueblo de Palmyra, donde aprendió sobre El Libro de Mormón. Como consecuencia, a principios de septiembre de 1830, Pratt fue bautizado en la "Iglesia de Cristo", nombre que recibía La Iglesia de Jesucristo en sus inicios. En octubre, Pratt y Ziba Peterson fueron llamados como misioneros para predicar el evangelio a los amerindios, llamados lamanitas, por alusión a uno de los pueblos descritos en el Libro de Mormón. En el camino al oeste, visitaron a Rigdon en Ohio.
Rigdon leyó el Libro de Mormón, creyó en su veracidad, y se convirtió a la nueva religión. Después de su bautismo en la iglesia fue instrumento en la conversión de cientos de miembros de sus congregaciones en Ohio. En diciembre de 1830, Rigdon viajó a Nueva York, donde conoció a Joseph Smith. Rigdon tenía la fama de ser un ardiente orador, y de inmediato fue llamado por Smith para ser el portavoz de la iglesia. Rigdon también sirvió de escriba y ayudó a Smith en su «traducción inspirada de la Biblia».

## Kirtland, Ohio, 1830-37
En diciembre de 1830, Smith recibió una revelación aconsejando a los miembros de la iglesia en Nueva York a reunirse en Kirtland, Ohio y de unirse allí con las congregaciones de Sidney Rigdon. Muchas de las doctrinas de la iglesia, como el vivir con todas las cosas en común, tuvieron su expresión inicial entre el grupo de Rigdon.
Cuando Smith organizó por primera vez la Primera Presidencia de la iglesia, llamó a Jesse Gause y Sidney Rigdon como sus dos consejeros. Smith y Rigdon tuvieron una cercana asociación, junto con Oliver Cowdery, Pratt y otros. En una oportunidad cuando los enemigos de la iglesia bañaron a Smith de brea y plumas en la granja de John Johnson en el pueblo de Hiram, Ohio, también cubrieron a Rigdon de brea y plumas.
Rigdon se convirtió en un firme defensor de la construcción del Templo de Kirtland. Cuando la iglesia fundó la financiera Sociedad de la Seguridad de Kirtland, Rigdon se convirtió en el presidente del banco y Smith se desempeñó como su cajero. Cuando el banco quebró en 1837, Rigdon y Smith fueron los culpados por disidentes mormones. Smith y Rigdon sirvieron misiones juntos, incluyendo en Nueva York y Canadá.

## Far West, Misuri, 1838
Sidney Rigdon y Joseph Smith se trasladaron a Far West, Misuri y establecieron una nueva sede de la iglesia en esa región. Como portavoz de la Primera Presidencia, Rigdon predicó varios polémicos sermones en Misuri, incluyendo el llamado Sermón de la Sal (del inglés, Salt Sermon) y la Oratoria del 4 de julio (del inglés, July 4th Oration). Estas intervenciones han sido a veces consideradas como contribuyentes al conflicto conocido como la guerra mormona de 1838 en Misuri. Como resultado del conflicto, los mormones fueron expulsados del estado y Rigdon y Smith fueron detenidos y encarcelados en la cárcel de Liberty. Rigdon fue puesto en libertad en un recurso de habeas corpus y se dirigió a Illinois, donde se unió al cuerpo principal de los refugiados SUD.

## Nauvoo, Illinois, 1839-1844
Joseph Smith finalmente logró escapar de sus captores y fundó la ciudad de Nauvoo, Illinois. Sidney Rigdon continuó sirviendo como portavoz de la iglesia, dando incluso el discurso de la primera palada previa a la construcción del Templo de Nauvoo. En Nauvoo, la relación entre Smith y Rigdon comenzó a deteriorarse, al punto que las asignaciones administrativas por parte de Rigdon fueron mínimas durante el período de Nauvoo. La mayoría del tiempo Rigdon no vivió en Nauvoo, presidiendo sobre congregaciones locales en Pittsburgh, Pensilvania. Su salud también comenzó a fallar. En 1843, Smith planeó llamar a Amasa M. Lyman para tomar el lugar de Rigdon en la Primera Presidencia. En la conferencia general de la iglesia subsiguiente Smith hizo la propuesta a la congregación quienes negaron la propuesta. Como respuesta, Smith dijo: «Me lo he quitado de mis hombros y me lo habéis vuelto a poner encima. Vosotros lo cargaréis, no yo.»
Cuando Smith se presentó a la candidatura de la presidencia de los Estados Unidos, Rigdon fue elegido como su vicepresidente adjunto. En abril de 1844, William Law, el segundo consejero de la Primera Presidencia fue excomulgado y su puesto nunca fue reemplazado mientras Smith era el presidente de la iglesia. Como consecuencia, con la muerte de Smith en julio de ese año, Rigdon era el único miembro del más alto cuórum presidente de la iglesia. Durante esos meses que siguieron la muerte de Smith, la fuerte oposición de Rigdon a situaciones dentro de la iglesia, incluyendo la poligamia, hizo que su popularidad decayera entre la mayoría de la membresía SUD.

## Crisis de sucesión
Después del asesinato de Joseph Smith en 1844, se inició una disputa sobre el correcto liderazgo de la iglesia SUD. Ciertas facciones nacieron, unos basados en teología, otras basadas en posiciones administrativas y los miembros de la iglesia comenzaron a alinearse con alguna teoría de sucesión. Un grupo asumió a Rigdon, el único miembro sobreviviente de la Primera Presidencia, como sucesor legal de Joseph Smith. Sin embargo, otros creían que Joseph Smith III, el hijo menor de Joseph Smith, era el heredero correcto. La viuda de Joseph Smith, Emma Smith, proponía que quien presidía al sumo consejo de la iglesia, William Marks, debía suceder como presidente de la iglesia, pero Marks apoyaba a Rigdon.
Ante una larga congregación en Nauvoo el 8 de agosto de 1844, Rigdon argumentaba que no se podía sustituir al fallecido profeta y que el, Rigdon, debía ser nombrado el Protector de la iglesia. Brigham Young, quien presidía el cuórum de los doce apóstoles de la iglesia se opuso al razonamiento de Rigdon y propuso que quien dirigera la iglesia fuese el cuórum entero de los doce apóstoles. Su fundamento era una sección del libro de revelaciones llamado Doctrina y Convenios que citaba que el cuórum de los doce apóstoles tenía igual autoridad y poder que la Primera Presidencia, de modo que la presidencia de la iglesia recayó sobre los doce apóstoles, a pesar de que Rigdon aún mantenía que él debía ser el siguiente en línea de autoridad. Para muchos en la congregación Brigham Young se veía y sonaba como su fallecido profeta y ese evento era un signo que Brigham Young era quien debía liderizar la iglesia con su cuórum.
Un mes después, el 8 de septiembre, Rigdon fue excomulgado de la iglesia por un concejo presidido por el obispo presidente Newel K. Whitney. Rigdon se mudó luego a Pittsburgh donde continuó su propia facción SUD, llamada a menudo, los rigdonitas. El 5 de diciembre de 1847, tres años después de la muerte de Joseph Smith, los Santos de los Últimos Días sostuvieron a Brigham Young, quien para entonces ya había dirigido una compañía de pioneros mormones, como el nuevo presidente oficial de la iglesia, y quienes terminaron migrando con su nuevo líder al territorio de Utah.

## Pensilvania y Nueva York, 1845-1876
Aun cuando la iglesia de Rigdon floreció brevemente, varias disputas entre sus miembros produjo nuevas facciones. Rigdon vivió varios años entre Pensilvania y Nueva York, manteniendo su creencia en el Libro de Mormón y sus derechos como el verdadero heredero de la presidencia vacante de Joseph Smith.